# Hervé Kempf

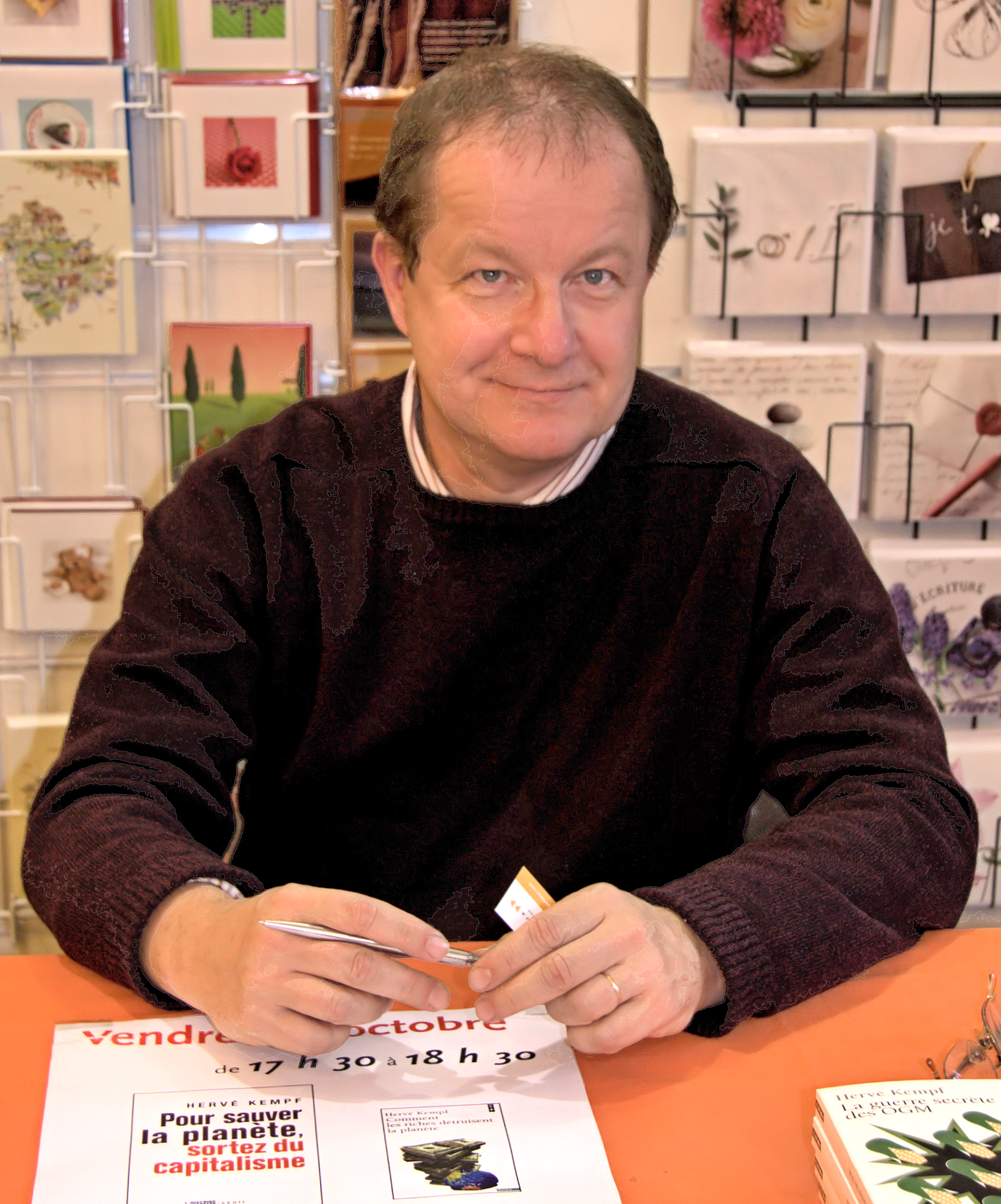
Hervé Kempf

Hervé Kempf (* 1957 in Amiens) ist ein französischer Journalist und Autor. Von 1997 bis 2013 war er bei der französischen Tageszeitung Le Monde für das Umweltressort verantwortlich. Seit 2013 ist er Chefredakteur des Umweltmagazins Reporterre.

## Leben
Kempf studierte Wirtschafts- und Politikwissenschaften sowie Geschichte. Nach Abschluss seiner Studien schlug er die journalistische Laufbahn ein. Zunächst publizierte er als Wissenschaftsjournalist für "Science et Vie Micro". Etwa ab 1988, ausgelöst durch die Katastrophe von Tschernobyl, spezialisierte er sich auf Berichterstattung zu Umweltthemen und ökologischen Fragestellungen. Er gründete die Umweltzeitschrift Reporterre und war für verschiedene Zeitungen wie den Courrier international oder die La Recherche tätig. Im Jahr 1997 nahm Kempf seine Beschäftigung bei Le Monde auf, die er im Jahr 2013  im Streit über die Berichterstattung über das Projet d'aéroport du Grand Ouest, den Neubau des Flughafens Nantes verließ.
Politisch ist Kempf in der Nähe der globalisierungskritischen Bewegung verortet. Für seinen Artikel  "A Rochefort, le principe de modération", erschienen in Le Monde am 8. April 2011, erhielt er 2012 in der Kategorie Umwelt den Prix Reporters d’Espoirs. In dieser Reportage beschreibt er das Wirken von M. Bastier, Leiter der Energieversorgung der Stadt Rochefort (Charente-Maritime), der durch konsequente Umsetzung von Energiesparkonzepten während der letzten 20 Jahre in seiner Gemeinde 12 Millionen Euro einsparte.
Kempf hat zwei Bestseller geschrieben. Das Buch Comment les riches détruisent la planète wurde 2007 herausgegeben, der Band Pour sauver la planète, sortez du capitalisme erschien im Jahr 2009. Kempf legt hier dar, dass der Kapitalismus nicht in der Lage sei, für die von ihm selbst hervorgerufenen Krisen eine Lösung zu finden. Für dieses Buch wurde ihm  der Prix du Livre Environnement 2009 und der Prix du Public, ausgelobt von La Maison de la nature et de l’environnement de l’Isère und der FNAC Grenoble verliehen.

## Werke
- Fin de l'Occident, naissance du monde, Éditions du Seuil, Paris, 2013, ISBN 2021084639
- L’oligarchie ça suffit, vive la démocratie, Éditions du Seuil, Paris, 2011. ISBN 9782021028881
- Pour sauver la planète, sortez du capitalisme, Éditions du Seuil, Paris 2009. ISBN 9782020975889
- Comment les riches détruisent la planète, Éditions du Seuil, Paris 2007. ISBN 9782020896320
- zusammen mit Jérôme Equer, Fotografien: Gaza: la vie en cage, Éditions du Seuil, Paris 2005. ISBN 2-02-079075-0
- La Guerre secrète des OGM, Éditions du Seuil, Paris 2003. ISBN 9782757804186
- Coup de chaud sur la planète: Les dérèglements climatiques, Éditions J'ai Lu, Paris 2001. ISBN 2-290-31093-X
- La révolution biolithique: humains artificiels et machines animées, Éditions Albin Michel, Paris 1998. ISBN 2-226-10032-6
- La baleine qui cache la forêt: enquêtes sur les pièges de l'écologie, La Découverte, Paris 1994. ISBN 2-7071-2324-2
- L'économie à l'épreuve de l'écologie, Hatier, Paris 1991. ISBN 2-218-04389-0